# دارالسلام (مصر)
دارالسلام (به عربی: دارالسلام) یا 
(به قبطی: ⲫⲉⲣϩⲱⲧⲡ) نام شهر و شهرستانی در استان سوهاج مصر است.